# Ayungon
Ayungon ist eine philippinische Gemeinde in der Provinz Negros Oriental. Sie hat 46.303 Einwohner (Zensus 1. August 2015).

## Baranggays
Ayungon ist politisch in 25 Barangays unterteilt.
| - Amdus - Jandalamanon - Anibong - Atabay - Awa-an - Ban-ban - Calagcalag - Candana-ay - Carol-an - Gomentoc - Inacban - Iniban | - Kilaban - Lamigan - Maaslum - Mabato - Manogtong - Nabhang - Nabilog - Poblacion - Tambo - Tampocon I - Tampocon II - Tibyawan - Tiguib |